# Religión en Finlandia
Finlandia es una nación predominantemente cristiana donde aproximadamente el 67.1% de la población total de 5.6 millones sigue el cristianismo ; la gran mayoría son miembros de la Iglesia Evangélica Luterana de Finlandia (protestante), el 32.0% no está afiliado y el 0.8% sigue otras religiones como el islam, el hinduismo, el budismo, el judaísmo, etc.
Actualmente hay dos iglesias nacionales (en oposición a las iglesias estatales): la Iglesia Evangélica Luterana de Finlandia (protestante), que es la religión estatal principal que representa el 65.2% de la población a fines de 2022, y la Iglesia Ortodoxa Finlandesa, a la que pertenece aproximadamente el 1,1% de la población.
Aquellos que oficialmente pertenecen a una de las dos iglesias nacionales tienen parte de sus impuestos entregados a sus respectivas iglesias. También hay aproximadamente 45,000 seguidores del cristianismo pentecostal, y más de 15,000 cristianos católicos en Finlandia, junto con anglicanos y algunas comunidades cristianas independientes. Antes de su cristianización, comenzando en el siglo XI, el paganismo finlandés era la religión principal del país.
La población musulmana en Finlandia es el 2.7% del total, con aproximadamente 150,000 adherentes en 2016
La mayoría de los finlandeses son miembros de la Iglesia Evangélica Luterana de Finlandia (65.2%). Con aproximadamente 3.6 millones de miembros de una población total de 5.6 millones, la Iglesia Evangélica Luterana de Finlandia es una de las iglesias luteranas más grandes del mundo. 
En 2015, Eroakirkosta.fi, un sitio web que ofrece un servicio electrónico para renunciar a las iglesias estatales de Finlandia, informó que medio millón de miembros de la iglesia habían renunciado a la iglesia desde que se abrió el sitio web en 2003.
El número de miembros de la iglesia que abandonaron la Iglesia experimentó un gran aumento particular durante el otoño de 2010. Esto fue causado por declaraciones sobre la homosexualidad y el matrimonio entre personas del mismo sexo, percibidas como intolerantes hacia las personas LGBT, hechas por un obispo conservador y un político que representa a Christian Demócratas en un debate televisivo sobre el tema.
Para fines de 2022, el 32,0% de la población no es religiosa. Una pequeña minoría pertenece a la Iglesia Ortodoxa Finlandesa (1.1%) y a la Iglesia católica (15,016 personas o 0.3% de la población)
| Año  | Iglesia Evangélica Luterana de Finlandia | Iglesia Ortodoxa | Otra | No Religiosos |
| ---- | ---------------------------------------- | ---------------- | ---- | ------------- |
| 1900 | 98.1%                                    | 1.7%             | 0.2% | 0.0%          |
| 1950 | 95.0%                                    | 1.7%             | 0.5% | 2.8%          |
| 1980 | 90.3%                                    | 1.1%             | 0.7% | 7.8%          |
| 1990 | 87.8%                                    | 1.1%             | 0.9% | 10.2%         |
| 2000 | 85.1%                                    | 1.1%             | 1.1% | 12.7%         |
| 2010 | 78.3%                                    | 1.1%             | 1.4% | 19.2%         |
| 2011 | 77.3%                                    | 1.1%             | 1.5% | 20.1%         |
| 2012 | 76.4%                                    | 1.1%             | 1.5% | 21.0%         |
| 2013 | 75.2%                                    | 1.1%             | 1.5% | 22.1%         |
| 2014 | 73.8%                                    | 1.1%             | 1.6% | 23.5%         |
| 2015 | 73.0%                                    | 1.1%             | 1.6% | 24.3%         |
| 2016 | 72.0%                                    | 1.1%             | 1.6% | 25.3%         |
| 2017 | 70.9%                                    | 1.1%             | 1.6% | 26.3%         |
| 2018 | 69.8%                                    | 1.1%             | 1.7% | 27.4%         |
| 2019 | 68.7%                                    | 1.1%             | 1.7% | 28.5%         |
| 2020 | 67.8%                                    | 1.1%             | 1.7% | 29.4%         |
| 2021 | 66.6%                                    | 1.1%             | 1.8% | 30.6%         |
| 2022 | 65.2%                                    | 1.1%             | 1.8% | 32.0%         |

## La Iglesia Evangélica Luterana

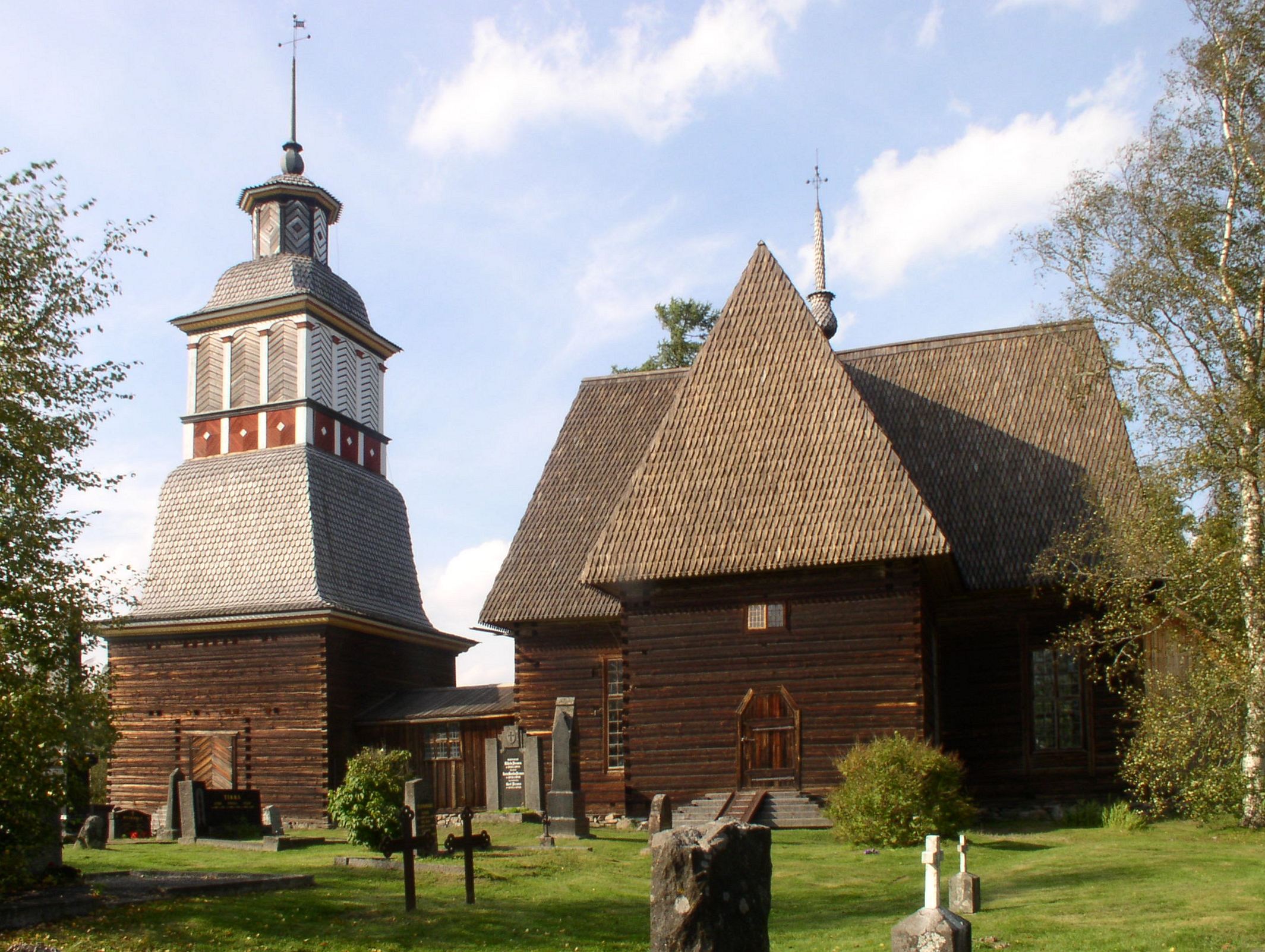
Petäjävesi Old Church is an old Lutheran wooden church and a UNESCO World Heritage site.

En 2022, la Iglesia Evangélica-Luterana de Finlandia tenía alrededor de 3.6 millones de miembros, lo que representa el 65.2% de la población, registrada en una parroquia. La Iglesia Evangélica Luterana de Finlandia es una iglesia episcopal, gobernada por obispos, con una tradición muy fuerte de autonomía parroquial. Comprende nueve diócesis con diez obispos [ cita requerida ] y 384 parroquias independientes. La parroquia promedio tiene 7,000 miembros, con las parroquias más pequeñas que comprenden solo unos pocos cientos de miembros y las decenas de miles más grandes. En los últimos años, muchas parroquias se han unido para salvaguardar su viabilidad. Además, las fusiones municipales han provocado fusiones parroquiales, ya que puede haber solo una parroquia, o grupo de parroquias, en un municipio determinado

## Iglesia católica

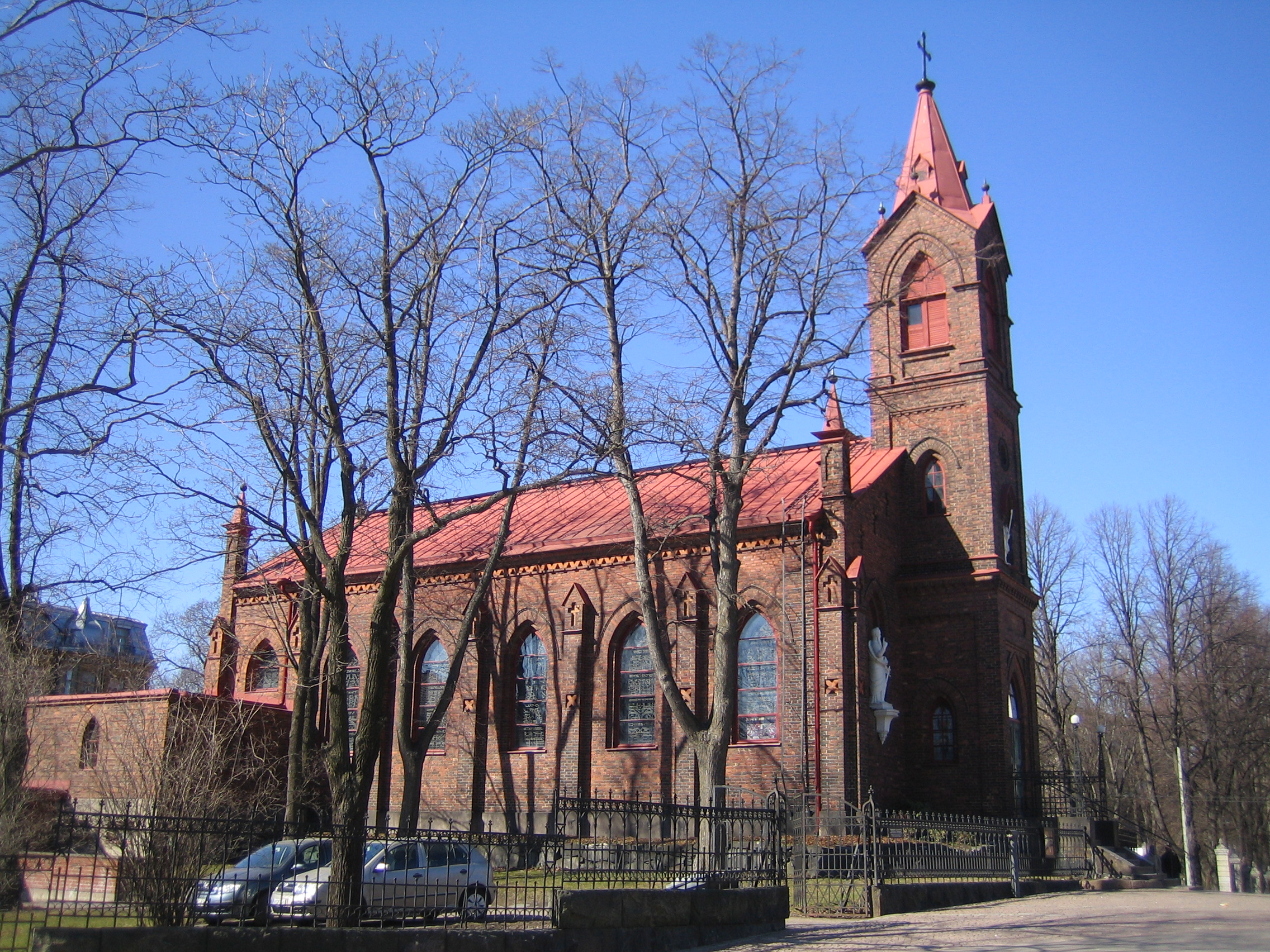
St Henry's Cathedral, Una catedral Católica en Finlandia

La Iglesia católica tiene una presencia minoritaria en el país. Según datos de 2022, hay más de 15,000 católicos registrados en Finlandia de un total de 5.6 millones de habitantes de todo el país y también se estima que alrededor de 10,000 católicos no registrados en el país. Hay más de 6000 familias católicas en todo el país, donde 50 por ciento son finlandeses y el resto es comunidad internacional. A partir de 2018, solo hay cinco sacerdotes nacidos en Finlandia, y solo tres de ellos trabajan en Finlandia. El obispo de Helsinki es mons. Teemu Sippo, nombrado el 16 de junio de 2009. Es el primer finlandés en servir como obispo católico en más de 500 años. Actualmente hay más de 30 sacerdotes trabajando en Finlandia de diferentes países. Debido al pequeño número de católicos en Finlandia, todo el país forma una sola diócesis, la Diócesis Católica de Helsinki. La Iglesia católica en Finlandia es activa en asuntos ecuménicos y es miembro del Consejo Ecuménico Finlandés.